# Owen Wijndal
Owen Wijndal (Zaandam, 1999. november 28. –) holland válogatott labdarúgó, az Ajax játékosa.

## Pályafutása

### Klubcsapatokban
A ZVV Zaandijk és a HFC Haarlem korosztályos csapataiban játszott 2010-ig, ekkor csatlakozott az Alkmaar akadémiájához. 2017. február 4-én mutatkozott be az első csapatban a PSV Eindhoven ellen 4–2-re elvesztett bajnoki mérkőzésen. A szezon végén a tartalék csapattal megnyerték a harmadosztályt. 2018. június 22-én új ötéves szerződést kötött a klubjával. 2019. július 25-ln lépett először pályára az Európa-liga selejtezőjében a svéd BK Häcken ellen. 2020. március 7-én szerezte meg első bajnoki gólját az ADO Den Haag ellen 4–0-ra megnyert találkozón.

### A válogatottban
Suriname-i és holland származású szülei révén. Többszörös korosztályos válogatott és részt vett a 2016-os U17-es labdarúgó-Európa-bajnokságon. 2020 szeptemberében hívták először be a felnőttek közé, de csak a kispadon kapott lehetőséget Lengyelország és Olaszország elleni Nemzetek Ligája mérkőzéseken. Október 7-én Mexikó ellen mutatkozott be. 2021. május 26-án bekerült a 2020-as labdarúgó-Európa-bajnokságra utazó keretbe.

## Statisztikái

### A válogatottban
2021. június 27-én frissítve.
| Nemzet    | Év       | Mérkőzés | Gól |
| --------- | -------- | -------- | --- |
| Hollandia | 2020     | 4        | 0   |
| Hollandia | 2021     | 7        | 0   |
| Összesen  | Összesen | 11       | 0   |

## Sikerei, díjai
- Jong AZ
  - Tweede Divisie: 2016–17